# Liste de jeux de simulation de combat naval
La liste de jeux de simulation de combat naval répertorie les jeux vidéo mettant en scène des combats sur l'eau, classés par ordre alphabétique.
- Haut – A
- B
- C
- D
- E
- F
- G
- H
- I
- J
- K
- L
- M
- N
- O
- P
- Q
- R
- S
- T
- U
- V
- W
- X
- Y
- Z

## B
- Battle Cruiser ;
- Broadsides ;
- Buccaneer.

## C
- Categ/oric ;
- Clear for Action.

## D
- Destroyer ;
- Destroyer Escort ;
- Dreadnoughts.

## F
- Fighting Steel ;
- Fleet Command.

## G
- Great Naval Battles ;
- Great Naval Battles II ;
- Great Naval Battles III ;
- Great Naval Battles IV ;
- Great Naval Battles V: Demise of the Dreadnoughts; 1914-18 ;
- Great Naval Battles: North Atlantic 1939-1943.

## H
- Harpoon.

## L
- Legions of Death.

## M
- Man O' War: Corsair.

## P
- PHM Pegasus ;
- PT-109 ;
- Pursuit of the Graf Spee.

## S
- Sea Battle ;
- Skull and Bones ;
- Sub Hunt.

## T
- Task Force 1942.

## U
- Under Southern Skies.

## W
- War Thunder
- War in the South Pacific ;
- Warship ;
- World of Warships ;
- World of Warships Blitz.